# Brandenburgische Lehen in Österreich
Die Burggräflich Nürnberger oder brandenburgischen Lehen der Burggrafen von Nürnberg in Österreich (Niederösterreich) waren Reichslehen oder Lehen der Hochstifte Bamberg, Freising, Passau und Regensburg, die bis kurz vor Ende des Alten Reiches im Besitz der Hohenzollern waren.

## Geschichte
Seit Beginn des 13. Jahrhunderts bis zum Frieden von Teschen 1779 und der Verzichtleistung des Markgrafen Karl Alexander von Brandenburg Ansbach-Bayreuth 1791 gab es verschiedene brandenburgische Lehengüter in Österreich. Ihre Herkunft ist nicht völlig geklärt. Die ältere Forschung sah nach dem bayerischen Geschichtsschreiber Johannes Aventinus einen Zusammenhang mit der erfolgreichen Beteiligung Friedrichs IV. von Zollern an der Schlacht bei Mühldorf 1322. Der Besitz in Niederösterreich stammt jedoch nach Untersuchungen des bayreuthischen Geheimen Rates Georg Peter Stelzer (1668–1724) wahrscheinlich aus der Ehe des Nürnberger Burggrafen Friedrichs I. (III.) von Zollern mit der Erbtochter Sophia von Raabs des um 1190/91 ohne männliche Nachkommen verstorbenen Konrad II. von Raabs und ist Friedrich I. oder seinem Sohn Friedrich II. (IV.) von dem österreichischen Herzog Leopold VI. von Babenberg († 1230) übergeben worden. Die Burggrafen von Nürnberg sind auch – schon „längere Zeit vor“ (longe prius) der Belehnung der Habsburger selbst mit Österreich, die 1278 erfolgte, – durch den römisch-deutschen König Rudolf I. von Habsburg mit Gebieten in Niederösterreich als Reichslehen (foedum … a Romano imperio) belehnt worden. Kaiser Karl IV. bestätigte 1363 den Charakter der „Lehen, als sie …, von alters geliehen und haben und noch lehen,“ als Reichslehen. Darüber hinaus besaßen die Burggrafen von Nürnberg bzw. die Brandenburger Lehen der Hochstifte Bamberg, Freising, Passau und Regensburg in Österreich.
Die Brandenburgische Lehenkammer in Österreich bestand bis 1792. Als Vertreter der Lehnsherren in Lehensangelegenheiten wurden ein adeliger Lehenträger und gelehrte Verwalter (Lehnspröpste, Lehensadvokaten oder Lehensrichter) in Wien bestellt. Markgräfliche Lehenträger in Österreich waren Kadolt III. von Eckartsau († nach 1380), Rudolf von Walsee († 1405), Gräfin Beatrix von Zollern-Nürnberg (1355–1414), Jörg von Eckartsau, Georg (Jörg) von Volkersdorf, Ulrich von Eyczing († 1460), Veit von Ebersdorf († 1500), Gamareth Fronauer (von Fronau) d. J. († nach 1502), Siegmund von Heßberg († 1533), Hans von Lamberg († 1536) zu Saunstein, Graf Julius I. zu Hardegg († 1557), Graf Ludwig von Leonstein (Löwenstein) (1530–1611), Graf Ulrich zu Hardegg († 1604) auf Glatz und im Marchlande, N. von Hardegg († nach 1607), Graf Julius III. von Hardegg (1594–1684), Graf Johann Friedrich II. von Hardegg († 1703), Graf Johann Wilhelm von Wurmbrand-Stuppach (1670–1750), Graf Rudolph Joseph von Colloredo zu Wallsee, Graf Franz de Paula Gundaker von Colloredo-Mannsfeld zu Wallsee und andere.
Seitdem die Habsburger als Landesherren von Österreich in Personalunion ab 1439 fast ununterbrochen die deutschen Könige und römisch-deutschen Kaiser stellten, wurden diese Nürnberger bzw. seit 1415/17 brandenburgischen Reichslehen in Österreich wiederholt Gegenstand von politischen Spannungen. Verschiedentlich wurden Lehen vorenthalten, gerieten in Vergessenheit, oder es wurde ihr Tausch gegen andere Grundherrschaften erwogen, so 1583 ein Tausch gegen die oberschlesischen Herrschaften Oderberg und Beuthen. Nach der brandenburgischen Teilung (Dispositio Achillea) wurden die österreichischen Lehen 1486 Kondominium der Markgrafschaften Brandenburg-Ansbach und Brandenburg-Kulmbach-Bayreuth.
Träger markgräflich nürnbergisch-brandenburgischer After-Lehen in Österreich waren unter anderem die Familien
- Kapell (seit 1290 bis 1412; 1408 erloschen)[10]  – Starhemberg zu Schönbühel (seit 1412)[11]  – Hardegg (seit 1582, teilweise später),[12]
- Walsee-Enns[13] (1483 erloschen) – Schaunberg (seit 1483 bis 1498)[14]  – Lappitz zu Seisenegg und Zeillern (ab 1499; 1536 bzw. 1567 erloschen) – Linsmayer zu Greiffenberg (bis 1608) – Risenfels (seit 1608),
- Kuenring-Weitra[15][10][16] (seit 1292; 1595 heimgefallen, bis 1622 von Schönkirchen beansprucht)[17]  – Hardegg (seit 1582),
- Maissau (bis 1440; erloschen) – Puchheim (seit 1440 bis 1709/10) – Schönborn-Puchheim (seit 1710/12),
- Pergau – Ebersdorf[13] (seit 1364/67; 1556 erloschen) – Hoyos (um 1525 eingewandert; seit 1556 bis 1709)[18]  – Schönborn-Puchheim (seit 1710),
- Tallesbrunn und Rauchenstein – Ebersdorf (seit 1387 bis nach 1421) – Fronau – Liechtenstein (ab 1470?).

Seit dem Regierungsantritt Rudolfs II. 1576 versuchten die Habsburger verstärkt, den brandenburgischen bzw. protestantischen Einfluss in Österreich zurückzudrängen.

## Viertel ober dem Manhartsberg (Waldviertel)

### Grafschaft Raabs
Die Grafschaft Raabs (Ragcz, Ragze, Räz, Retz) mit Markt wurde zwischen 1204 und 1230 von Burggraf Friedrich I (III.). und seiner Mutter Sophia von Raabs für 2000 Mark Silber an Leopold IV. von Österreich verkauft.

### Herrschaft Kronsegg und Schiltern
- Veste Idolsberg in Krumau am Kamp im Bezirk Krems-Land und den dazu gehörenden öden Burgstall Türenweg (Thurnweiß, Thurnberg)[20]
- Burgruine Kronsegg[21] (Cronsperg, Cronsteeg)[22], heute Langenlois im Bezirk Krems-Land
- Schiltern (Schültern), heute Langenlois im Bezirk Krems-Land[22]

### Streubesitz
- Hofstatt in Roggenreith (Röckenreuth) im Bezirk Zwettl, Lehen „an der Prantstat“ in Röckenreuth

## Viertel unter dem Manhartsberg (Weinviertel)

### Herrschaft Seefeld
Die reichsunmittelbare Herrschaft Seefeld wurde, nachdem die Herren von Seefeld 1268 ausgestorben waren, vor 1279 von König Rudolf I. von Habsburg an Burggraf Friedrich III. von Nürnberg verliehen. Der Lehensbrief wurde 1286 ausgefertigt.
After-Lehensfolge: Kuenring-Weitra (seit 1292; bis 1446) – ein im Besitz der Maissauer befindliches Drittel der Maut zu Seefeld wurde 1380 an die Kuenring verkauft  – Ebersdorf (teilweise 1419 und teilweise ab 1446) – (1476 Kuenring; 1595 heimgefallen, bis 1622 von Schönkirchen beansprucht)  – Hardegg (seit 1582).
- Schloss und Herrschaft Seefeld mit Gericht, Maut und Wochenmarkt[27][28][12] im Bezirk Hollabrunn.

Dazu gehörten im Mittleren Pulkau-Tal in den heutigen Bezirken Hollabrunn und Mistelbach:
- Fischereirecht[27] auf der Pulkau[12]
- Retz (fraglich)
- Zellerndorf[30][31]
- Jetzelsdorf[27][28][12] (Jetzersdorf) mit Gericht, Maut
- Haugsdorf[30]
- Untermarkersdorf[27][28][12] (Merckersdorf, Mackersdorf) mit Gericht, Maut
- Ober- und Nieder-Hadres[27][28][12] mit Gericht, Maut
- Obritz[27][28][12] mit Gericht, Maut

Außerdem
- Weingärten in Währing (in duͤrren Werich; Dürrwähring; heute Stadtteil von Wien), 4 Joch davon wurden 1283 von Burggraf Friedrich III. von Nürnberg dem Kloster Herzogenburg geschenkt.[32] Als Zeuge wird ein „Pincerna de Velsperg (= Schenk von Feldsberg)“ genannt,[33] es könnte es sich um Zubehör der Herrschaft Seefeld handeln.

### Herrschaft Kadolz mit Edelsitz Kammersdorf
After-Lehensfolge wie Herrschaft Seefeld.
Zur Herrschaft Kadolz gehörten auch früher von den Herren zu Ottenstein verliehene rittermäßige Lehen.
- Herrschaft Groß-Kadolz[27][28][35][12] (Cadoltz) mit Gericht, Maut und Weinzehent im Bezirk Hollabrunn
- Zwingendorf[27][28][35][12] mit Gericht, Maut und Getreidezehent im Bezirk Mistelbach
- Dorf Groß-Harras[35][12] mit Gericht, Maut im Bezirk Mistelbach
- Dorf Diepolz[27][28] mit Gericht[12] im Bezirk Mistelbach
- Stronsdorf[35] (Strenzendorf,[27] Stranzendorf,[28][12] Strännersdorf) mit Drittelzehent im Bezirk Mistelbach
- Unterschoderlee (Niederschötterle)[36] im Bezirk Mistelbach
- Patzmannsdorf[35] im Bezirk Mistelbach
- Patzenthal[37][35] im Bezirk Mistelbach
- Kleinsierndorf[35] (Sirndorf)[31] im Bezirk Hollabrunn
- Herzogbirbaum[35] (Pierbaum)[38] bei Großmugl im Bezirk Korneuburg
- Schalladorf (Schallersdorf)[39] bei Wullersdorf im Bezirk Hollabrunn
- Aschendorf[35] bei Wullersdorf im Bezirk Hollabrunn
- Röhrabrunn[35] (Rorenbrunn)[40] im Bezirk Mistelbach
- Weide zu Mailberg[12] (Mauerberg) im Bezirk Hollabrunn
- Plettenbach[41]
- wahrscheinlich gehört hierzu auch Windpassing (Winpassing)[42] bei Grabern im Bezirk Hollabrunn[43]
- Hof zu Dürnleis[12] mit Gericht (Entzesdorf, Enzersdorf, ab 1497 Frauenkloster Imbach), heute Nappersdorf-Kammersdorf im Bezirk Hollabrunn

Kammersdorf

zur Herrschaft Kadolz gehörig.
- Edelsitz Kammersdorf[44][12], Kammerdorfer Haide im Bezirk Hollabrunn
- Kleinweickersdorf (Weichersdorf,[45] Weikersdorf) mit Gericht[12] im Bezirk Hollabrunn

### Herrschaft Schweinbarth
Der Lehenbrief über die Herrschaft Schweinbarth für die Brandenburger wurde 1624 von Kaiser Ferdinand II. erneuert. Auch die Habsburger vergaben Anteile an der Herrschaft Schweinbart als Lehen oder verliehen 1372 den Kuenring einen Wochenmarkt. 1616–1628 (1624) wurden die brandenburgischen Rechte aufgrund Verschuldung von der niederösterreichischen Landschaft eingezogen.
After-Lehensfolge: Schweinbarter (bis 1402; 1463 ausgestorben) – Kuenring (vor 1370 bis 1595) – Schneidpeck von Schönkirchen (ab 1597) – Hardegg (ab 1628) – Abensperg und Traun (ab 1658).
- Markt Groß-Schweinbarth mit Wildbann und Zehent im Bezirk Gänserndorf[50][51] 1638 sollen Graf Sigmund Peter Adolph Schneidpeck von Schönkirchen auf Großschweinbart und sein Sohn Karl Johann Wilhelm einen Mordanschlag auf Markgraf Christian Wilhelm von Brandenburg – der ein Nutzungsrecht auf Schweinbarth und Seefeld erhielt – verübt und die brandenburgische Wappentafel in Schweinbarth entfernt haben.[52]
- Auersthal
- Raggendorf (Rackendorf), Passauer Lehen,[53] später Herrschaft Schönkirchen und Raggendorf

In den Herrschaften Seefeld und Schweinebarth lagen 1602–1612 als Enklaven Lehen des Grafen Wilhelm von Hardegg.
unklar
- Wüstung Purmanns (Pürmans; St. Pirmin?) mit Drittelzehent[12]

### Wolkersdorf
Das halbe
- Gut Wolkersdorf (Wolfgersdorf, Volkersdorf) mit dem Mayerhof („Mayerschaft am Hof“), dem Markt, zwei Mühlen und den Badestuben

war ein brandenburgisches Lehen, die andere Hlfte des Lehens war im landesfürstlichen Besitz.
After-Lehensfolge: 1334 verkaufte Heinrich von „Volkhensdorf“ ein Drittel des burggräflich Nürnberger Lehens an Kadolt III. von Eckartsau, der es 1341 an seinen Schwager Stephan von Släet abtrat. Dessen Onkel Stephan II. von Hohenberg wurde 1359 vom Burggrafen Albrecht von Nürnberg mit Wolkersdorf belehnt. 1374 und 1400 wurde Friedrich von Hohenberg von den Nürnberger Burggrafen mit Wolkersdorf belehnt. Um 1378 erhielt Ulrich von Dachsberg die halbe Feste Wolkersdorf, die er von den Maissau, Lichtenstein-Nikolsberg, Zelking-Schalach und Streunen gekauft hatte. Über Agnes von Hohenberg, die 1401 Johann von Starhemberg heiratete, kam das Lehen 1423 an die Starhemberg, die es bis zum Ende des Alten Reiches innehatten. Markgraf Friedrich V. von Brandenburg-Ansbach-Kulmbach musste allerdings die vorenthaltene Herrschaft Wolkersdorf einklagen.
Wahrscheinlich gehörte zu dem Lehenkomplex ein Weingarten im Zeißlgrund bei Riedenthal.

### Herrschaft Stetteldorf
After-Lehensfolge: Kapell (seit 1290) – Stattegg / Peternell (seit 1292) – Kapell (seit 1295 bis 1412; 1408 erloschen) – Starhemberg zu Schönbühel (seit 1412) – Hardegg (ab 1582 bis zum Ende des Alten Reiches).
- Herrschaft Stetteldorf am Wagram[12] (Stalldorf, Stötteldorf) mit Wein- und Getreidezehent[60] und Bergrecht. 1290 gab Ulrich von Chapelle das Lehen zurück. 1295 erhielt er Stetteldorf wieder, nachdem es 1292 von Dietmut von Rohrau-Liechtenstein, Witwe Leutolds (Leopolds) von Stattegg, und Albrecht von Peternell innegehabt und 1291 an ihn verpfändet worden war.[61] Nach dem Aussterben der Familie mit Eberhard III. von Capellen († 1408) kam die Herrschaft 1412 an den Verwandten Rüdiger III. von Starhemberg. 1575 verpfändete Rüdiger von Starhemberg zu Schönbühel Gut und Markt Stetteldorf gegen 14.000 Gulden für 10 Jahre an Graf Heinrich von Hardegg[62] und verkaufte es ihm 1582 endgültig.[63][64] 1588 Bau von Schloss Juliusburg, 1630 wurde der Besitz als Erblehen anerkannt.
- Zwentendorf an der Donau[65]
- Absdorf in der Nähe von Stetteldorf, Witwensitz der Anna Maria von Thurn-Valsassina (1560–1606), Witwe von Heinrich II. Prüschenk von Hardegg (1541–1577), Mutter von Georg Friedrich Prüschenk von Hardegg (1568–1628) zu Stetteldorf.[66]

### Neusiedl an der Zaya
After-Lehensfolge: Wildungsmauer (bis 1330)  – Tallesbrunn (Telesbrunn) (ab 1330 bis 1349) und Rauhenstein (ab 1349) – Ebersdorf (seit 1387 bis nach 1421)  – Fronau (1446 erwähnt; bis 1487/89) – Liechtenstein-Nikolsburg (ab 1487/89). Nach dem Heimfall an Brandenburg bemühte sich Wilhelm von Hofkirchen um die Belehnung.
- Güter in Neusiedl an der Zaya[71] mit Wäldern und Bergrechten, Gericht, Stock und Galgen, Zehent und Wildbann im Bezirk Gänserndorf. Das Landgericht Neusiedl erscheint als Bestandteil des burggräflich nürnbergischen Lehens Neusiedl bereits 1330. Am 14. Juli 1345 bestätigt Burggraf Albrecht der Schöne von Nürnberg als Lehensherr, dass Ritter Pernolt von Talsprunne sein Lehen im Dorfe Newensiedel an der Zeya für die nächsten zwei Jahre versetze.[68]

### Streubesitz im Bezirk Gänserndorf
- Groß-Enzersdorf[21]
- Burg Grafenweiden[72] bei Engelhartstetten. 1412 wurde die Burg an die Pottendorfer und 1433 an die Kuenringer als Lehen gegeben. 1637 ging das Areal an Graf Hans Ulrich Concin de Penna, der es an Ernst Rüdiger von Starhemberg verkaufte.

### Herrschaft Göllersdorf
After-Lehensfolge: 1358 strittig zwischen Walsee und Maissau, 1359 von Burggraf Albrecht Maissau zugesprochen (bis 1440) – Puchheim (ab 1440) – Schönborn-Puchheim (ab 1710 bzw. 1723).
- Herrschaft und Markt Göllersdorf[75] (Gelsdorf) mit Bergrecht, Weinzehnten und Blutgericht im Bezirk Hollabrunn[76]

### Streubesitz im Bezirk Hollabrunn
After-Lehensfolge: Maissau (bis 1440; erloschen) – Puchheim (seit 1440 bis 1709/10) – Schönborn-Puchheim (seit 1710/12).
- Maissau (fraglich)
- Gut Wilhelmsdorf[75]
- Puch
- Feste Sonnberg (Sunnberg)
- Burg und Herrschaft Mitter-Grabern[73]

### Herrschaft Ladendorf
- Feste und Herrschaft Ladendorf[77][21] im Bezirk Mistelbach, seit 1476 ½ Martin Heiden zu Dorf und ½ Volckrad Auersperg, seit 1478 Georg von Weittmühl, 1550 Leopold Steger, 1622–1651 (ab 1626 Teufenbach, ab 1634 ohne Konsens an Steger), 1659 Wilhelm Johann Anton von Daun, 1739 Anspruch des Stiftes Passau auf Teile von Ladendorf,[78] 1751 Johann Joseph von Khevenhüller-Metsch[79]
- Lanzendorf (Langendorf)[77]

### Streubesitz im Bezirk Mistelbach
- Gut Blaustauden[80] (Plaustauden), heute Laa an der Thaya, 1608–1617 Streit zwischen dem Fürstentum Brandenburg und der Johanniterkommende Mailberg wegen des gekauften Lehens Blaustauden
- Wüstung Ebenfeld[81] bei Bernhardsthal (Haunfeld, Hanspach, Wechtingen, Waching),[73]
- Gaubitsch,[82] Passauer Lehen.

## Viertel ober dem Wienerwald (Mostviertel)

### Ybbsfeld bei Amstetten
Lehenbrief des Bischofs von Freising Wildgraf Konrad II. von Dhaun und Revers des Burggrafen Friedrichs III. von Zollern von 1277 über das niederösterreichische Lehen Ybbsfeld (Ibesfeld) bei Amstetten, das zuvor die Herren von Seefeld (1268 erloschen) innegehabt hatten.
After-Lehensfolge: Walsee-Enns (1483 erloschen) – Schaunberg (seit 1483 bis 1498)  – Lappitz zu Seisenegg und Zeillern (ab 1499; 1536 bzw. 1567 erloschen) – Linsmayer zu Greiffenberg (bis 1608) – Risenfels (seit 1608),
- Feste Burgleiten[13] (Burg Burg, Türkenschanze, Türkenweiß, Burgstall[85]) bei Brunnhof mit 15 Hofstätten (Grünburg? Kressling?)

Lehen entlang der Flüsse Url und Ybbs
- Aukenthal (Auckenthal)[86]
- 2 Burgrechte im Markt Öd[13]
- Engersdorf[87]
- Mauer[88]
- Füterberg[85]
- Bruch[89][85] bei Stephanshart
- Haaberg[89] (Hannberg,[13] Hamberg[85])
- Haag Dorf[13][89][85]
- Dachgrub[13][89][85] (Grub)
- Hart[13][89][85]
- Gut Greimpersdorf[13] (Geinprechtßdorf, Crembsdorf, Grempersdorf[85])[13] in der Herrschaft Seisenegg
- spätere Wüstung Dingfurth (Tunafürt,[13] Tunnefurt,[85][90] Dennefurt) bei Matzendorf
- Untertanen zu Matzendorf[13][89][21] (Mozendorf, Mezendorf)[85]
- Mühle und „Höhle zu Burgstal“ (Kottingburgstall; Abbau von Melker Sand) bei Blindenmarkt („bei dem Plintenmarkte“)[13] im Bezirk Melk
- spätere Wüstung Leutzmannsdorf[89][21][85] (Leytsmannsdorf, Lenesmanssdorff[13][91]) mit Getreidezehent.[12] Leonhard (I.) von Lassberg bekam mit seiner Hausfrau Catharina Venkhin 1454 vom Vater derselben, Hans Venkh,[92] das Gut Loitzmannstorf als Erbgut. Um 1540 waren die Pfeiffer, um 1590 die Laßberger (bis 1762) Besitzer des kleinen Gutes.[21]

Im Bezirk Amstetten gehörten dazu wahrscheinlich
- Winklarn[13][85]
- Ardagger[22][56]
- Huberg[73] (Hyberg, Heyberg)[89]
- Mühle in der Au (heute Name einer Straße über den Seisenegger Bach) bei Hermannsdorf
- Ha(n)genberg (Honbrecht) bei Amstetten.[93]

### Fährrecht in Mautern
Das Geleitrecht (passagium) in
- Mautern im Bezirk Krems-Land befand sich 1241 als Lehen bzw. Vogtei des Hochstiftes Passau in der Hand Herzog Friedrichs II. von Österreich aus dem Geschlecht der Babenberger. 1286 verkaufte Ott von Hackenberg das Urfahr (Fährrecht, Fähr-Lehen) zu Mautern an der Donau als Lehen der Burggrafen von Nürnberg an Otto II. von Haslau, dessen Sohn Otto III. es 1302 dem Hochstift Passau verpfändete.[94] Das Urfahr mit Maut zu Mautern wurde 1307 mit Zustimmung des Burggrafen Friedrich IV. von Nürnberg von dem Landeshauptmann ob der Enns Eberhard IV. von Walsee († 1325).[10] Das Urfahr galt noch 1429 als brandenburgisches Lehen der Walsee,[13] seit Anfang des 15. Jahrhunderts wurden die Starhemberg damit belehnt.[95] Durch den Bau einer hölzernen Donaubrücke (1463 belegt) bei Stein an der Donau wurden jedoch die Fährrechte geschädigt.[96] 1606 verkaufte Paul Jakob von Starhemberg das Lehen eigenmächtig an das Hochstift Passau.[97]
- Förthof, Mautern gegenüber am anderen Ufer der Donau, wurde 1450 von dem brandenburgischen Lehensvogt Ulrich von Eyczing zu Schrattenthal verkauft.[98]
- Gut Meidling im Tal (Meydling) im Bezirk Krems-Land, wahrscheinlich mit Maut für die Further Brücke über die Fladnitz. 1534 trat Julius Graf zu Hardegg zu Glatz und im Machland als Lehnsherr von Haus Meidling im Tal auf,[99] 1715 wurde Schloss Meidling vom Stift Göttweig erworben.[100]

## Viertel unter dem Wienerwald (Industrieviertel)

### Höflein an der Hohen Wand
After-Lehensfolge: Stubenberg – Königsberg-Seebenstein (bis 1656) – Pergen-Seebenstein (1661 bis 1835)
- Feste (Burgstall) und Gut Höflein an der Hohen Wand mit dem Zehent In der Aynöde (heute: Einödweg) waren 1320 im Lehensbesitz der Stubenberg.[102] Ulrich von Stubenberg verpfändete 1367 die Herrschaft Seebenstein, der Höflein zugerechnet wurde, an die Königsberg. 1473 wurde das Lehen von Kaiser Friedrich III. von Habsburg eingezogen und mit Haßbach vereinigt. Auf dem Reichstag zu Augsburg wurde Höflein dem Markgrafen von Brandenburg wiedergegeben und 1495 den Königsberg-Seebenstein gegen Bezahlung von 540 Gulden überlassen.

Die Königsberg-Seebenstein besaßen auch die Feste Schönberg und Katzelsdorf, die teilweise fälschlich auch als brandenburgische Lehen galten.

### Steinfeld
Das Steinfeld liegt im Bezirk Neunkirchen.
After-Lehensfolge: Hedwig von Stolzenwörth (bis 1298) – Pergau (Perigow) (ab 1298) – Hohenfeld (Hawnfeld) (bis 1365) – Ebersdorf (seit 1364/67 bis 1530) – Pögl von Reiffenstein (ab 1530 bis 1548) – Scherfenberg (ab 1548) – Hoyos-Stixenstein (seit 1578, ohne markgräfliche Zustimmung) – Reichsvizekanzler Schönborn-Puchheim (ab 1722)
- Güter zu Neusiedl am Steinfeld[71][105][18]
- Burg Schrattenstein[71][105][18] in der Gemeinde Schrattenbach
- Herrschaft, Turm und Burg Rothengrub[71][18] (Rothengruft, Rottenstain) mit Äckern und Mühle bei Willendorf (Niederösterreich) und Untertanen („Grundholden“) in Minzendorf und Willendorf,[106]
- Burg Stixenstein (Stuchsenstain)[105]
- Gut Sieding („guet ze Seydinge“, Sidting, Sirzing),[103] später nicht mehr erwähnt
- Burg Stolzenwörth[71][18][107]

### Streubesitz
- Schloss und Gut Schwadorf (Schedorf), ein Passauer Lehen im Bezirk Wien-Umgebung, auf das die Brandenburger bis zum Ende des 16. Jahrhunderts Ansprüche erhoben.[108]
- Klein-Neusiedl bei Enzersdorf an der Fischa im Bezirk Wien-Umgebung, Lehen des Bistums Passau
- Vogtei zu Tribuswinkel (Trübswinkel, Triebswineckel) bei Baden[27][109] aus dem Erbe der Marie Salome von Polheim (* 1564; † nach 1607)

## Kärnten
In einer Urkunde des Bamberger Bischofs Arnold von Solms für Herzog Meinhard II. von Kärnten wird 1287 erwähnt, dass Burggraf Friedrich IV. von Nürnberg, der mit Margarethe von Kärnten verheiratet war, durch Bischof Berthold von Leiningen († 1285) mit der Burg Lewenburch (Wasser-Leonberg) in Kärnten belehnt worden war, aber seinen Anspruch zunächst nicht hatte durchsetzen können. Erst nach Intervention von König Rudolf I. konnte Burggraf Friedrich das Lehen in Besitz nehmen. Die Burg wurde durch das Erdbeben von 1348 stark beschädigt und ging ab.